# Durum (miasto)
Durum (akad. Dūrum, sum. bàdki) – starożytne miasto w południowej Mezopotamii, leżące w pobliżu Uruk, identyfikowane przez niektórych badaczy ze stanowiskiem Umm al-Wawiya w Iraku.

## Dzieje
Durum pojawia się po raz pierwszy w tekstach z końca III tys. p.n.e., z czasów panowania III dynastii z Ur. Na początku II tys. p.n.e. miasto znalazło się pod kontrolą królów Isin. W tym też to czasie pojawił się zwyczaj, aby Durum powierzać w zarządzanie królewskiemu synowi - następcy tronu. I tak na przykład gubernatorem tego miasta był Iszme-Dagan (ok. 1953–1935 p.n.e.), syn i przyszły następca króla Isin Iddin-Dagana (ok. 1974–1954 p.n.e.). W jakiś czas po panowaniu samego Iszme-Dagana Isin utraciło kontrolę nad Durum na rzecz królestwa Larsy. Dowodem na to są cegły inskrybowane imieniem Gungunuma, króla Larsy (1932-1906 p.n.e.), znajdowane na stanowisku Umm al-Wawiya. Po kilkudziesięciu latach Durum znalazło się z kolei w rękach Sin-kaszida (1865/1860–1833? p.n.e.), władcy małego królestwa ze stolicą w Uruk. Założył on własną dynastię, która rządziła Uruk i Durum aż do 1802 r. p.n.e., kiedy to królestwo to najechał i podbił Rim-Sin I z Larsy (1822–1763 p.n.e.).

## Bogowie Durum
Bogami opiekuńczymi miasta Durum byli bliźniacy Lugal-irra i Meslamta-ea – bóstwa związane ze światem podziemnym. Sin-kaszid, król Uruk, rozkazał wznieść w Durum każdemu z tych bogów jego własną świątynię: Lugal-irra czczony miał być w świątyni E-nihuszgurusuziila (sum. é.ní.ḫuš.gùru.su.zi.íl.la, tłum. „Dom odziany w budzący grozę terror, niosący trwogę”), a Meslamta-ea w świątyni E-meslammelamila (sum. é.mes.lam.me.lám.íl.la, tłum. „Dom, bohater świata podziemnego, niosący przerażający blask”).

## Ninszatapada, arcykapłanka boga Meslamta-ea w Durum
Z Durum związana jest postać Ninszatapady, córki Sin-kaszida i arcykapłanki boga Meslamta-ea w tym mieście. Po zdobyciu Durum przez wojska Rim-Sina I z Larsy musiała ona z niego uciekać i żyć przez kilka lat na wygnaniu. Tęskniąc za Durum napisała ona do Rim-Sina I wychwalający go list, w którym prosi go, aby pozwolił jej wrócić do tego miasta. Z faktu, iż list ten odnaleziony został w archiwum królewskim w Larsie wnosić można, że prośba Ninszatapady została spełniona.